# Guitartia tridentata
Guitartia tridentata is een rondwormensoort uit de familie van de Xyalidae. De wetenschappelijke naam van de soort is voor het eerst geldig gepubliceerd in 2010 door Armenteros, Vincx & Decraemer.